# ナンシー・J・カリー
ナンシー・J・カリー(Nancy Jane Sherlock Currie、1958年12月29日-)は、技術者、アメリカ陸軍の軍人、アメリカ航空宇宙局の宇宙飛行士である。

## 背景
カリーは1958年12月29日にデラウェア州ウィルミントンで生まれたが、オハイオ州トロイを故郷と考えている。1977年にトロイ高校を卒業し、1980年にコロンバスのオハイオ州立大学で生命科学の学士号を取得した。1985年には南カリフォルニア大学で安全工学の修士号、1997年にはヒューストン大学で工業工学の博士号を取得した。

## 軍事でのキャリア
カリーは22年以上アメリカ陸軍に従軍している。1987年のNASA配属以前には、ヘリコプターのパイロットとしての訓練を受け、U.S. Army Aviation Centerの教官を務めていた。また班長や小隊長等のいくつかの指導的な役割に就いたり、橋梁での戦闘の標準化を行ったりした。彼女はMaster Army aviatorとして、様々な機種のヘリコプターや固定翼機で3900時間以上の飛行を行っている。

## NASAでのキャリア
カリーは、C-11Aスペースシャトル訓練機の飛行シミュレーションの技術者として1987年9月にNASAのジョンソン宇宙センターに配属された。1990年からは宇宙飛行士として、ロボットのハードウェアやスペースシャトルや国際宇宙ステーションの開発手順の検討に携わった。4度のスペースシャトルのミッションに参加し、1000時間以上を宇宙で過ごした。彼女は、ミッションスペシャリストまたはフライトエンジニアとして、1993年のSTS-53、1995年のSTS-70、1998年に行われた最初の国際宇宙ステーション組立てミッションであるSTS-88、2002年のSTS-109に参加した。